# Stdarg.h
stdarg.h — заголовочный файл стандартной библиотеки языка программирования Си, предоставляющий средства для перебора аргументов функции, количество и типы которых заранее не известны.
Содержимое stdarg.h часто используют в функциях с произвольным количеством аргументов (к примеру, printf, scanf).
Заголовочный файл определяет тип va_list и набор функций для операций над ним: va_start, va_arg, va_copy (C99), va_end.
```
#include
 
<stdarg.h>

type
 
va_arg
(
va_list
 
ap
,
 
type
);

void
 
va_copy
(
va_list
 
dest
,
 
va_list
 
src
);

void
 
va_end
(
va_list
 
ap
);

void
 
va_start
(
va_list
 
ap
,
 
parmN
);

```

Макрос va_start служит для инициализации списка переменных аргументов и должен иметь соответствующий вызов va_end. Макрос va_arg используется для получения доступа к очередному аргументу, а va_copy - для копирования объектов типа va_list.

## Пример
```
#include
 
<stdio.h>

#include
 
<stdarg.h>

#include
 
<string.h>

void
 
var
(
char
 
*
format
,
 
...)

{

	
va_list
 
ap
;

	
va_start
(
ap
,
 
format
);

	
if
(
!
strcmp
(
format
,
 
"%d"
))

	
{

		
int
 
x
 
=
 
va_arg
 
(
ap
,
 
int
);

		
printf
 
(
"You passed decimal object with value %d
\n
"
,
 
x
);

	
}

	
if
(
!
strcmp
(
format
,
 
"%s"
))

	
{

		
char
 
*
p
 
=
 
va_arg
 
(
ap
,
 
char
 
*
);

		
printf
 
(
"You passed c-string 
\"
%s
\"\n
"
,
 
p
);

	
}

	
va_end
 
(
ap
);

}

int
 
main
(
void
)

{

	
var
(
"%d"
,
 
255
);

	
var
(
"%s"
,
 
"test string"
);

	
return
 
0
;

}

```